# Caprinsäureethylester
Caprinsäureethylester ist eine chemische Verbindung aus der Gruppe der Fettsäureester.

## Vorkommen
Caprinsäureethylester kommt in Bier vor. Die Verbindung wurde auch in Cognac, Äpfeln, Bananen, Kirschen, Zitronen, Weintrauben, Melonen, Birnen, Ananas und weiteren Naturprodukten gefunden. Sie wurde auch in Wein nachgewiesen.

## Gewinnung und Darstellung
Caprinsäureethylester kann durch Veresterung von Decansäure und Ethylalkohol in Gegenwart von Salzsäure oder Schwefelsäure gewonnen werden.

## Eigenschaften
Caprinsäureethylester ist eine brennbare, schwer entzündbare, farblose Flüssigkeit, die praktisch unlöslich in Wasser ist. Die Verbindung hat einen fruchtigen Geruch, der an Trauben (Cognac) erinnert. Es wurde auch ein öliger, brandyartiger Geruch berichtet.

## Verwendung
Caprinsäureethylester wird als Aromastoff verwendet.